# Fernanda Garay
Fernanda Garay Rodrigues (Porto Alegre, Rio Grande do Sul; 10 de maig de 1986) és una exjugadora de voleibol i militar (sergent) brasilera que va guanyar amb la selecció la medalla d'or dels Jocs Olímpics de Londres 2012 i la de plata a Tòquio 2020.

## Carrera esportiva
Va iniciar la seva carrera esportiva en clubs de l'estat de São Paulo i Minas Gerais, on el voleibol té major difusió. La seva trajectòria al Brasil va cridar l'atenció internacional, va ser convocada pel Mundial de 2010 i aquell any va fitxar pel NEC Red Rockets del Japó. Va estar-hi un any i, de tornada al Brasil, va disputar el torneig de voleibol dels Jocs Mundials Militars de 2011, guanyant-ne la medalla d'or i els premis individuals a la jugadora més valuosa i a la millor rematadora.
Va incorporar-se al Vôlei Futuro, club d'Araçatuba, assolint la tercera posició de la lliga brasilera. L'estiu de 2012 va viatjar amb la selecció a Londres, on va disputar el torneig de voleibol. L'equip va reeditar l'or obtingut a Pequín 2008, amb Garay com una de les puntals de l'equip. A continuació va fitxar per l'Osasco VC, on va guanyar el títol del Campionat del Món de Clubs de 2012, celebrat a Doha, Qatar. Garay va ser guardonada com la millor rematadora de la temporada 2012/13 de la Superlliga Brasilera.
Aquell va ser l'únic any a Osasco, abans d'incorporar-se al Fenerbahçe per a disputar la temporada 2013/14. Abans de viatjar a Turquia, Garay va guanyar un dels premis a les millors atacants exteriors durant el Campionat Sud-americà de 2013. La seva selecció va guanyar el trofeu continental, classificant-se per a la Copa Grand Champions i pel Campionat del Món de 2014, on va ser medalla de bronze.

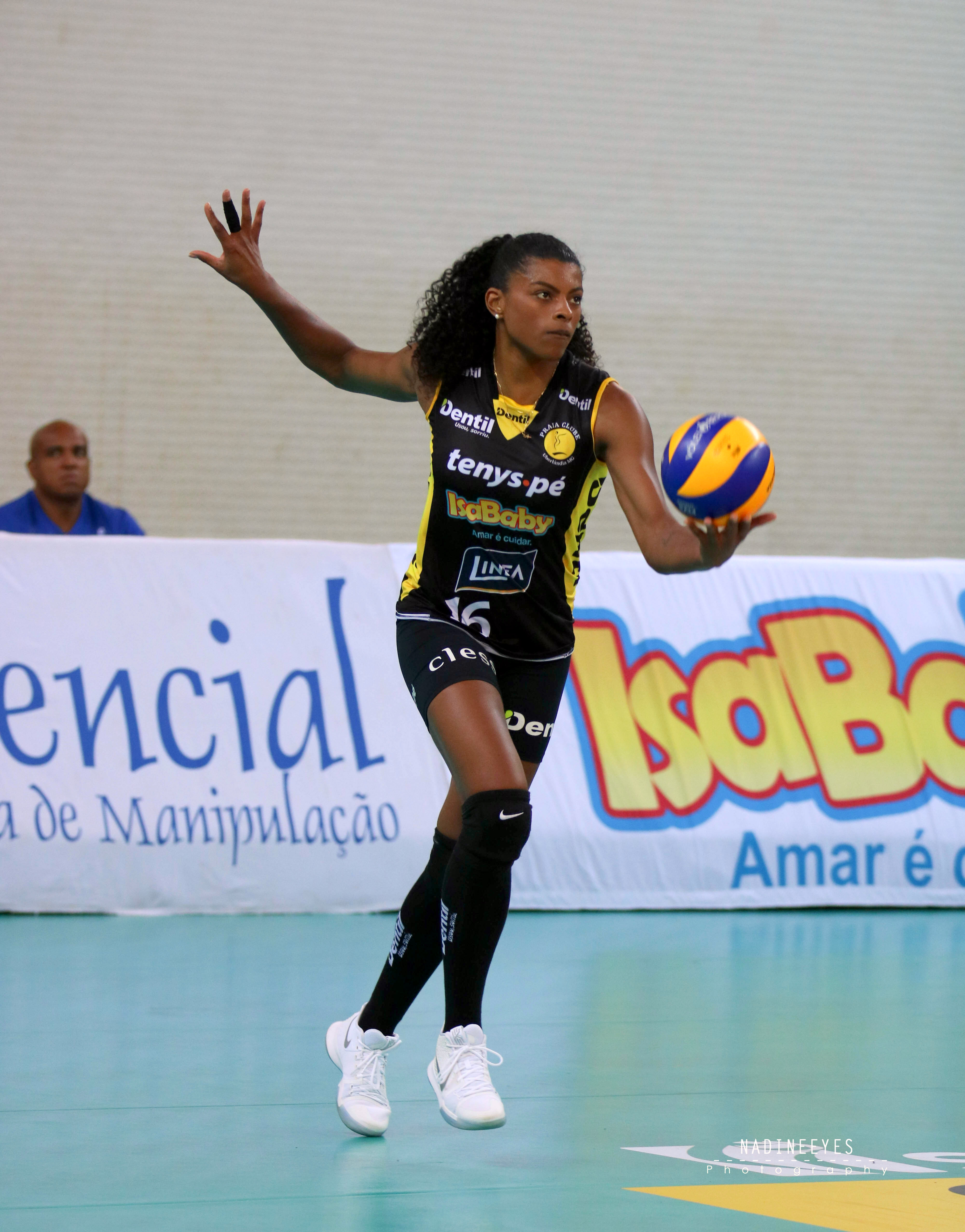
Al servei, 2018.

Després de signar amb el club rus Dinamo Krasnodar per a la temporada 2014/2015, Garay va guanyar el títol de la Copa de Rússia i va ser subcampiona del Mundial de Clubs de 2015, quan perdent la final contra l'Eczacibasi turc. Va ser reconeguda amb el premi individual a la millor rematadora exterior del torneig. Malgrat es va anunciar l'extensió del seu contracte amb el Krasnodar per a la temporada 2015/2016, el club va experimentar problemes financers que van portar al trencament del compromís, i Garay va fitxar amb pel Dinamo de Moscou. Amb el club moscovita, va guanyar la medalla de bronze de la Copa de Rússia el desembre de 2015 i el campionat de lliga de Rússia amb una temporada perfecta.
Garay va guanyar la medalla de plata als Jocs Panamericans de 2015, torneig que van vèncer les estatunidenques per 0-3. L'any 2016 va formar part de la selecció olímpica que havia de lluitar pel tricampionat als Jocs disputats a Rio de Janeiro, però que va ser eliminat decebedorament a quarts de final. Setmanes després va fitxar pel Guandong Evergrande de la lliga xinesa, on va romandre una única temporada.
El 2017 va tornar al Brasil incorporant-se al Praia Clube d'Uberlândia, estat de Minas Gerais, amb les que va jugar quatre temporades, duent a l'equip al millor nivell de la seva història: tres copes, una lliga i dues finals del campionat sud-americà. Després de guanyar la plata als Jocs Olímpics d'estiu de 2020, Garay va anunciar la seva retirada, amb la intenció de ser mare.

## Clubs
- SOGIPA (2002–2003)
- São Caetano (2003–2004)
- MRV/Minas (2004–2005)
- Fiat/Minas (2005–2008)
- Pinheiros/Mackenzie (2008–2010)
- NEC Red Rockets (2010–2011)
- Vôlei Futuro (2011–2012)
- Sollys Nestlé/Osasco (2012–2013)
- Fenerbahçe Istanbul (2013–2014)
- Dinamo Krasnodar (2014–2015)
- Dinamo de Moscou (2015–2016)
- Guangdong Evergrande (2016–2017)
- Dentil/Praia Clube (2017–2021)

## Palmarès

### Selecció
|                                | - Jocs Olímpics: 2012 - Grand Prix: 2013, 2014, 2016 - Copa Grand Champions: 2013 - Jocs Panamericans: 2013 - Jocs Mundials Militars: 2011 |
| Al podi olímpic de Tòquio 2020 | |

### Clubs
- Copa de Rússia: 2014 (Dinamo Krasnodar)
- Superlliga Russa: 2015–16 (Dinamo de Moscou)
- Superlliga Brasilera: 2017-18 (Dentil/Praia Clube)
- Copa CEV: 2013–14 (Fenerbahçe) i 2014-15 (Dinamo Krasnodar)
- Campionat sud-americà de clubs: 2012 (Nestlé Osasco)
- Campionat del Món de Clubs: 2012 (Nestlé Osasco)

### Premis individuals
- 2011 Jocs Mundials Militars - Millor rematadora i Millor jugadora
- Gran Premi Mundial 2011 - Millor receptora
- Campionat Sud-americà de 2011 - Millor receptora
- Torneig de classificació sud-americà dels Jocs Olímpics d'estiu de 2012 - Jugadora més valuosa
- Torneig de classificació sud-americà per als Jocs Olímpics d'estiu de 2012 - Millor rematadora
- Jocs Olímpics d'estiu de 2012: Millor receptora
- Campionat sud-americà de clubs 2012 - Millor receptora
- Superlliga brasilera 2012-13 - Millor rematadora
- 2013 Montreux Volley Masters - Jugadora més valuosa
- Campionat Sud-americà 2013 - Millor rematadora exterior
- Campionat del Món de Clubs de la FIVB 2015: Millor rematadora exterior
- Campionat sud-americà de clubs 2019: Millor rematadora exterior

## Homenatges
L'any 2021 va rebre el guardó del Premi Brasil Olímpic en votació popular. Aquell any, va ser nomenada Ciutadana Emèrita de Porto Alegre, la seva localitat natal.